# Gagea dayana
Gagea dayana là một loài thực vật có hoa trong họ Liliaceae. Loài này được Chodat & Beauverd miêu tả khoa học đầu tiên năm 1932.